# St. Matthias (Riegelsberg)

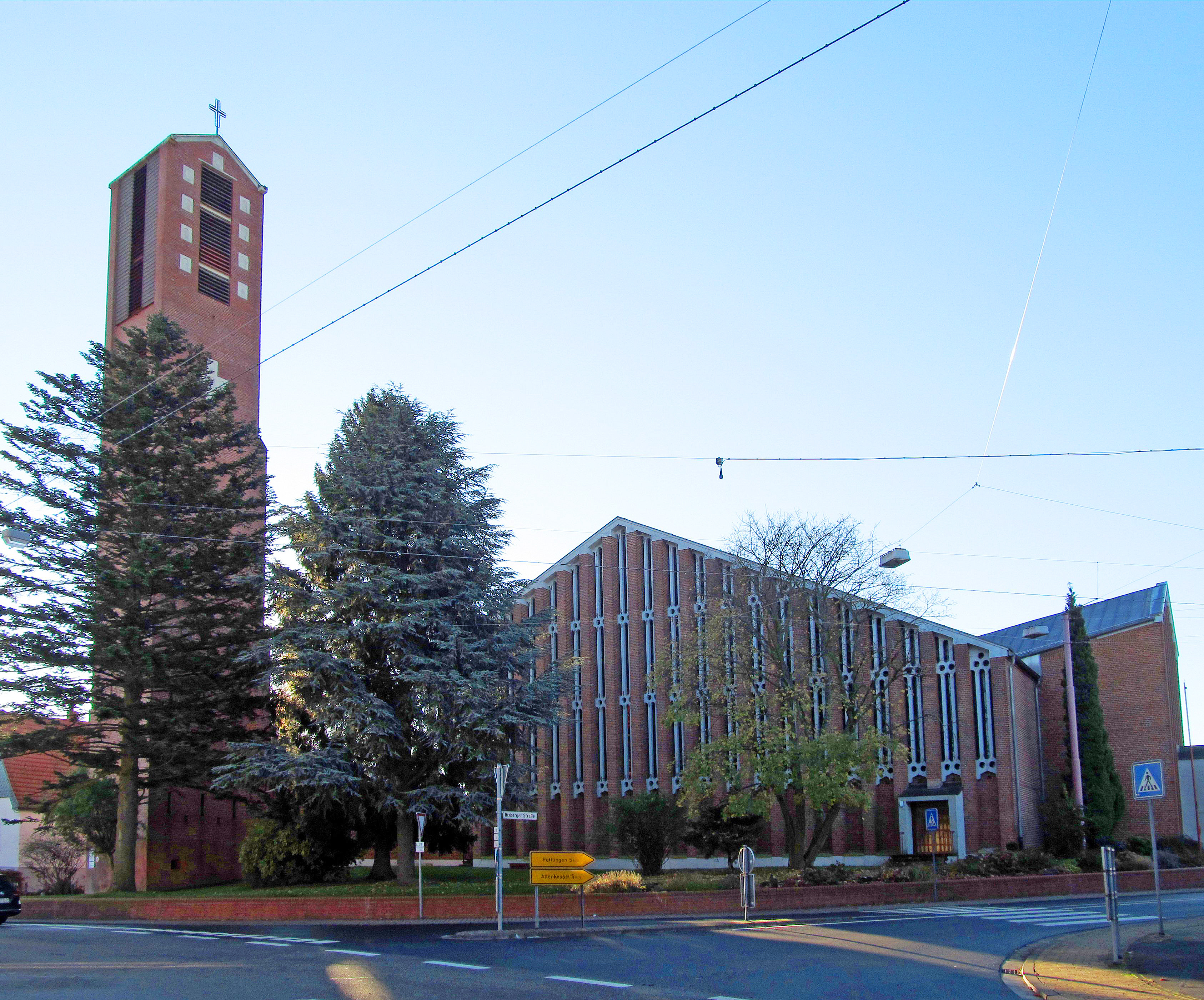
Pfarrkirche St. Matthias Riegelsberg

Die Kirche St. Matthias ist eine römisch-katholische Pfarrkirche des Bistums Trier im saarländischen Riegelsberg.

## Geschichte

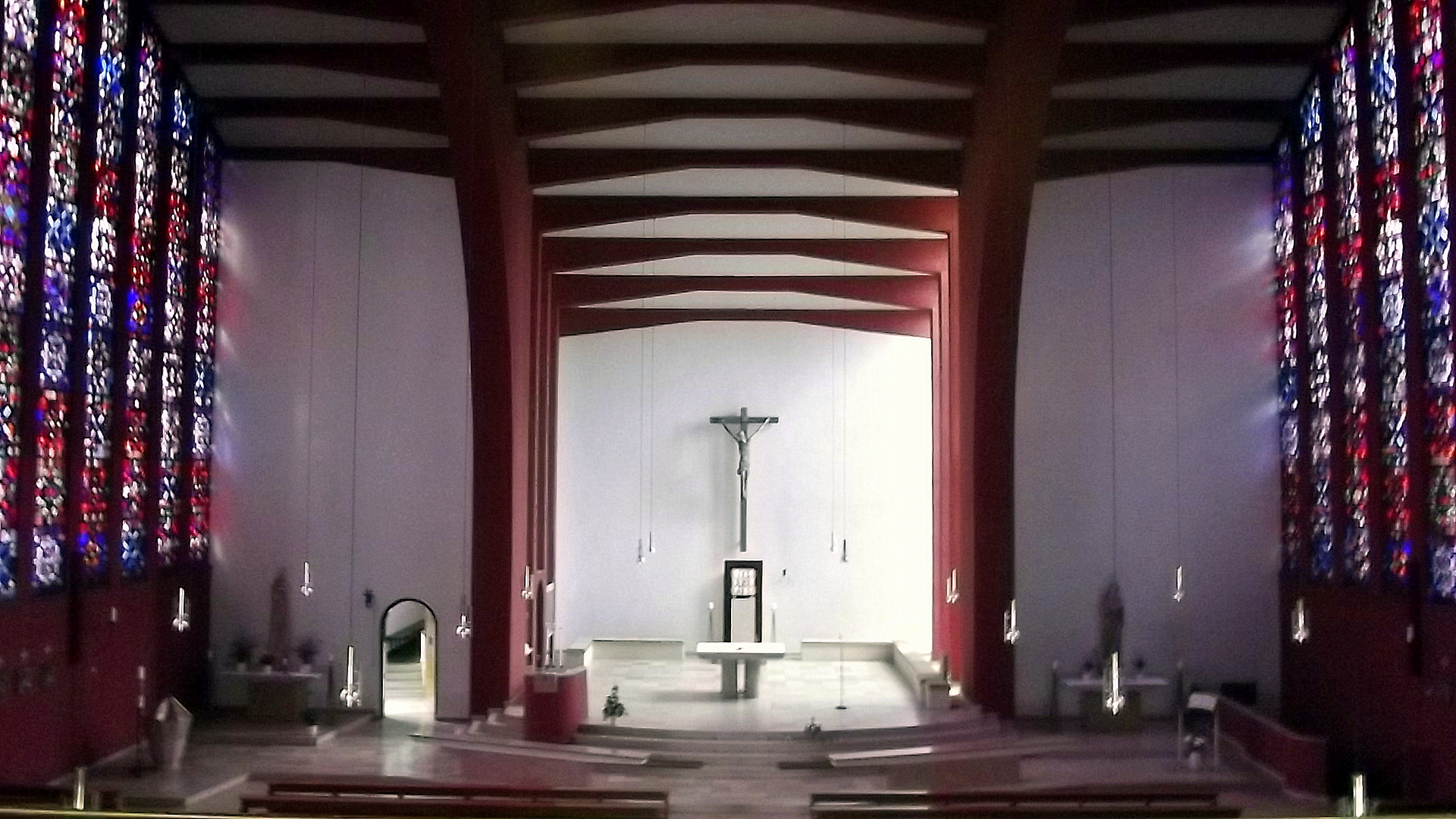
Blick zum Altar

Ursprünglich gehörten die Katholiken des ehemaligen Dorfes Pflugscheid-Hixberg (einem Teil des heutigen Riegelsberg) zur Pfarrei St. Josef St. Josef Riegelsberg. Eine erste Barackenkirche vor Ort wurde im Jahr 1950 eingerichtet. Die Pfarrkirche an der Hixberger Straße wurde im in den Jahren 1955 und 1956 nach den Plänen des Architekten A. J. Peter aus Landau errichtet und im Jahre 1965 nach den Vorstellungen des Zweiten Vatikanischen Konzils umgestaltet.
Mit Wirkung zum 1. September 2011 wurde die Pfarrei St. Matthias mit den beiden Pfarreien St. Josef in Riegelsberg und Herz Jesu in Köllerbach zur Pfarreiengemeinschaft Riegelsberg-Köllerbach zusammengelegt.

## Baubeschreibung

### Äußeres
Die Pfarrkirche St. Matthias ist aufgrund ihrer exponierten Lage auf einem Berg weithin sichtbar. Dies gilt insbesondere für den markanten Kirchturm aus Backstein. Das  Kirchengebäude selbst ist von außen recht schlicht gestaltet und besitzt auf beiden Längsseiten eine große Giebelfront, die von vielen senkrechten Fensterstreifen durchbrochen ist. Auf der Westseite schließt sich ein kleinerer giebelförmiger Anbau an, der den Eingangsbereich und die Orgelempore enthält.

### Inneres
Das Innere der Pfarrkirche ist in dieser Form architektonisch einzigartig. Zwei mächtige rot gestrichene Betonpfeiler beginnen unterhalb der Orgelempore, streben dann etwa in einem 45°-Winkel zum höchsten Punkt des Kirchenraumes auf und wölben sich dann steil nach unten, um links und rechts den Chorraum zu flankieren. Auf diesen ruhen ebenfalls rote Querstreben und die weiß gestrichene Kirchendecke. Durch diese Bögen, die den gesamten Raum überspannen, entsteht der Eindruck einer Einheit des Ganzen. Begrenzt wird der Raum durch große Buntglasfensterfassaden zu beiden Seiten.

## Orgel

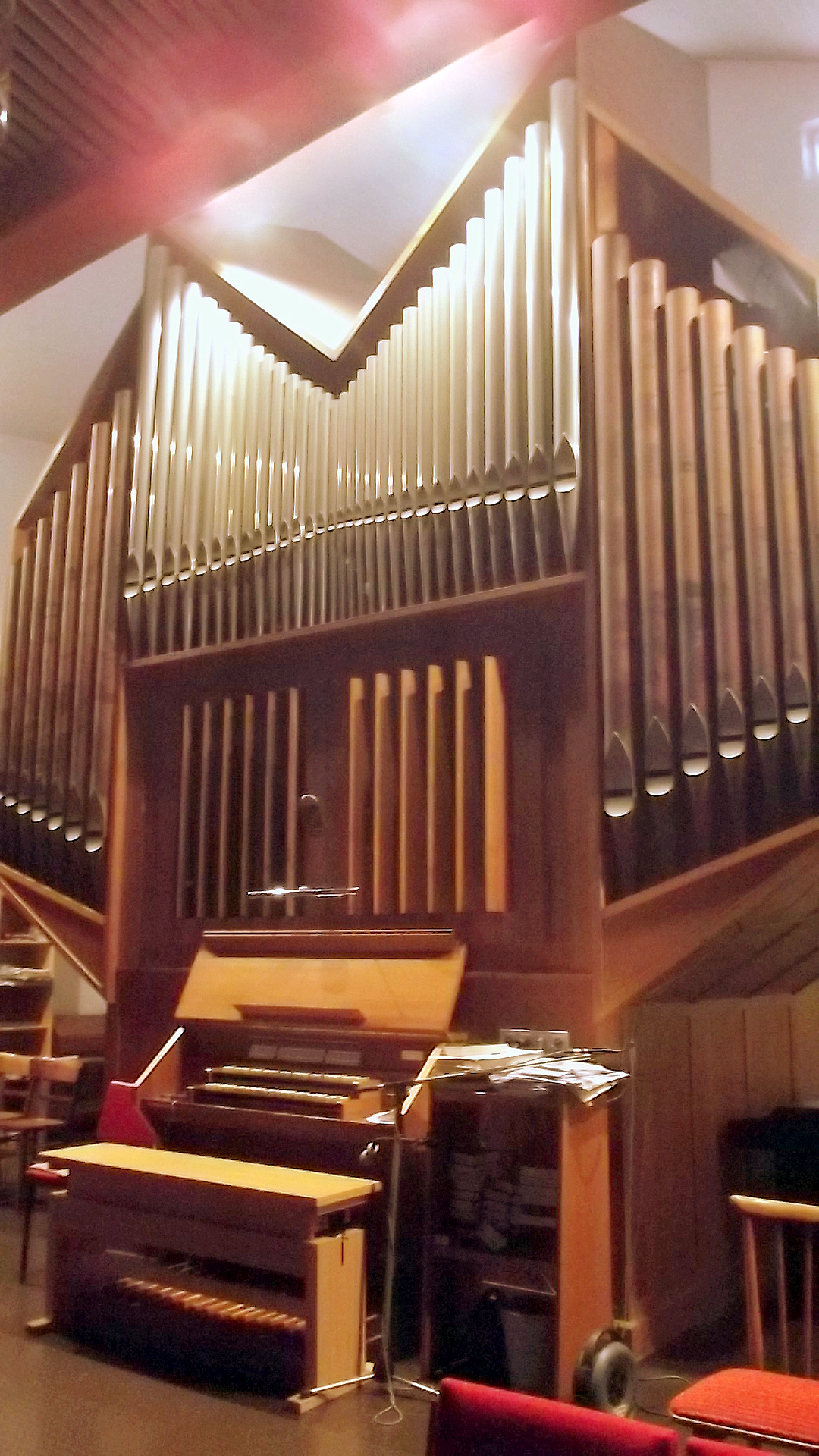
Haerpfer-Orgel

Die Orgel auf der Westempore wurde im Jahr 1966 durch die lothringische Firma Haerpfer erbaut und besitzt 23 Register auf zwei Manualen und Pedal. Die Spieltraktur ist mechanisch, die Registertraktur elektrisch. Die Disposition der Orgel ist wie folgt:
| I Hauptwerk C–g3 |                 |     |
| 1.               | Quintade        | 16′ |
| 2.               | Principal       | 8′  |
| 3.               | Koppelflöte     | 8′  |
| 4.               | Principal       | 4′  |
| 5.               | Spitzgedeckt    | 4′  |
| 6.               | Principal       | 2′  |
| 7.               | Sesquialtera II |     |
| 8.               | Mixtur IV       |     |
| 9.               | Trompete        | 8′  |
| 10.              | Clairon         | 4′  |

| II Brustwerk (schwellbar) C–g3 |             |        |
| 11.                            | Holzgedeckt | 8′     |
| 12.                            | Rohrflöte   | 4′     |
| 13.                            | Nasat       | 2 ⁄3′  |
| 14.                            | Nachthorn   | 2′     |
| 15.                            | Tertz       | 1 3⁄5′ |
| 16.                            | Zymbel III  |        |
| 17.                            | Krummhorn   | 8′     |

| Pedal C–f1 |               |     |
| 18.        | Subbass       | 16′ |
| 19.        | Principalbass | 8′  |
| 20.        | Gedecktbass   | 8′  |
| 21.        | Gemshorn      | 4′  |
| 22.        | Schwiegel     | 2′  |
| 23.        | Posaune       | 16′ |

- Koppeln: II/I, I/P, II/P
- Spielhilfen: 1 freie Kombinationen, Tutti